# دیه‌گو دابکوفسکی
دیه‌گو دابکوفسکی (اسپانیایی: Diego Dubcovsky‎؛ زادهٔ ۲ ژوئیهٔ ۱۹۶۷) تهیه‌کننده فیلم و نقاش اهل آرژانتین است که در سینمای آرژانتین فعالیت دارد.
از فیلم‌هایی که وی در آن‌ها نقش داشته‌است، می‌توان به فاکلند، گاراژ المپیک و خاطرات موتورسیکلت اشاره نمود.